# 松潘廳
松潘廳是清代的一個廳。位於現在的四川省松潘縣一帶。清代的松潘廳轄域幅員遼闊，大致與今天阿壩藏族羌族自治州的面積相當，超過83200平方公裏。
松潘廳舊隸成緜龍茂道。明代松潘衞，隸四川都司。順治初仍為衛，屬龍安府。雍正九年（1731年）十二月，裁松潘衛，置松潘廳。乾隆二十五年(1760年)，升為松潘直隸廳。